# Улица Репина (Санкт-Петербург)
Улица Ре́пина — улица Санкт-Петербурга, находится между 1-й и 2-й линиями Васильевского острова. Проходит от Румянцевского сада до Среднего проспекта, пересекая Большой проспект. Её перспективу замыкает обелиск «Румянцева победам», посвященный победам русского оружия 2-й половины XVIII века под руководством Петра Александровича Румянцева.
Улица Репина при ширине 5,6 метров является самым узким из именованных проездов Санкт-Петербурга, имеющих статус улицы.
Вплоть до недавнего времени[когда?] это также была единственная из улиц в историческом центре города, на которой сохранялось мощение проезжей части камнем (диабаз) практически на всём её протяжении. Однако узенькие тротуары были при этом заасфальтированы.

## История

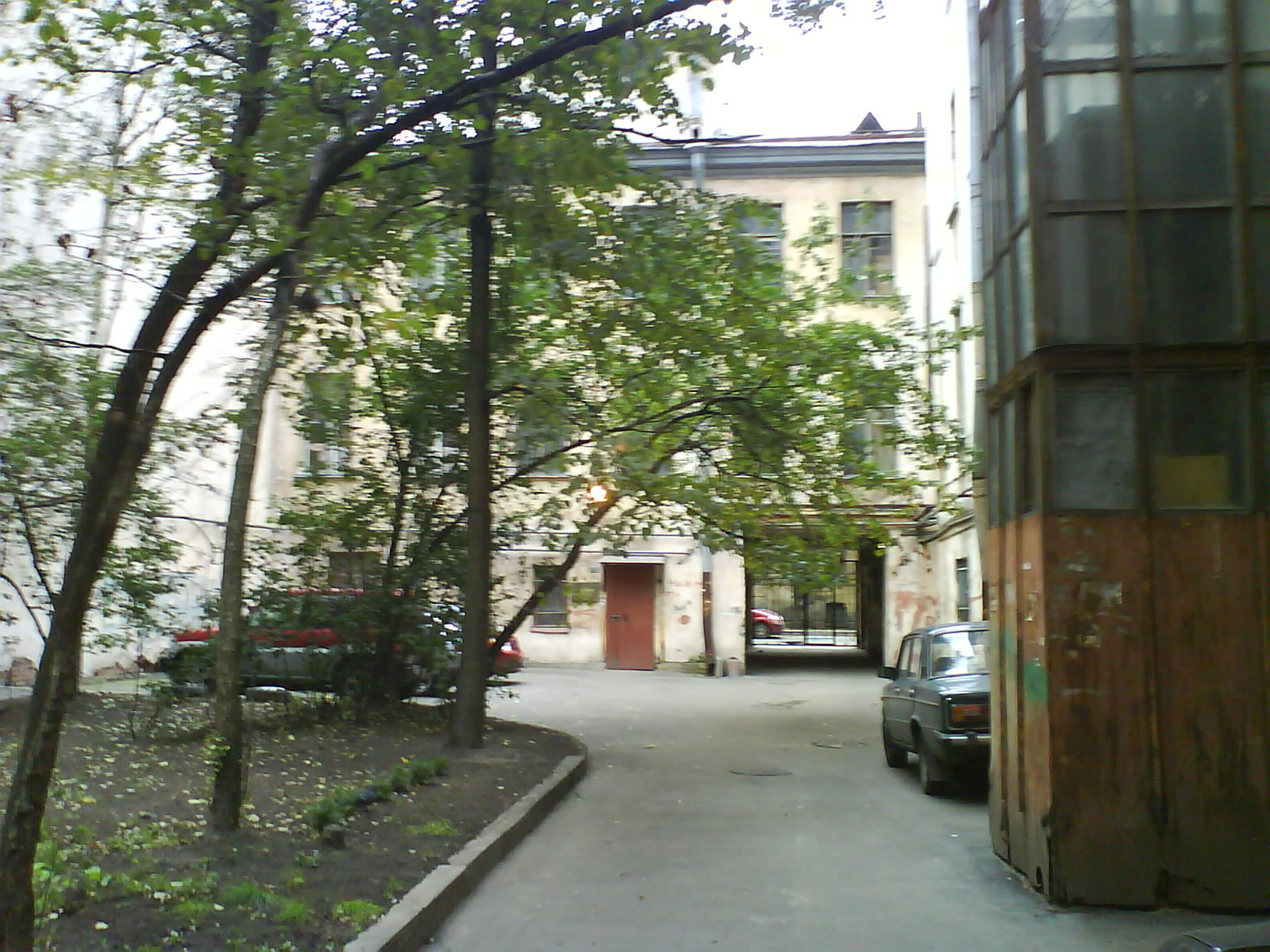
Двор дома 38

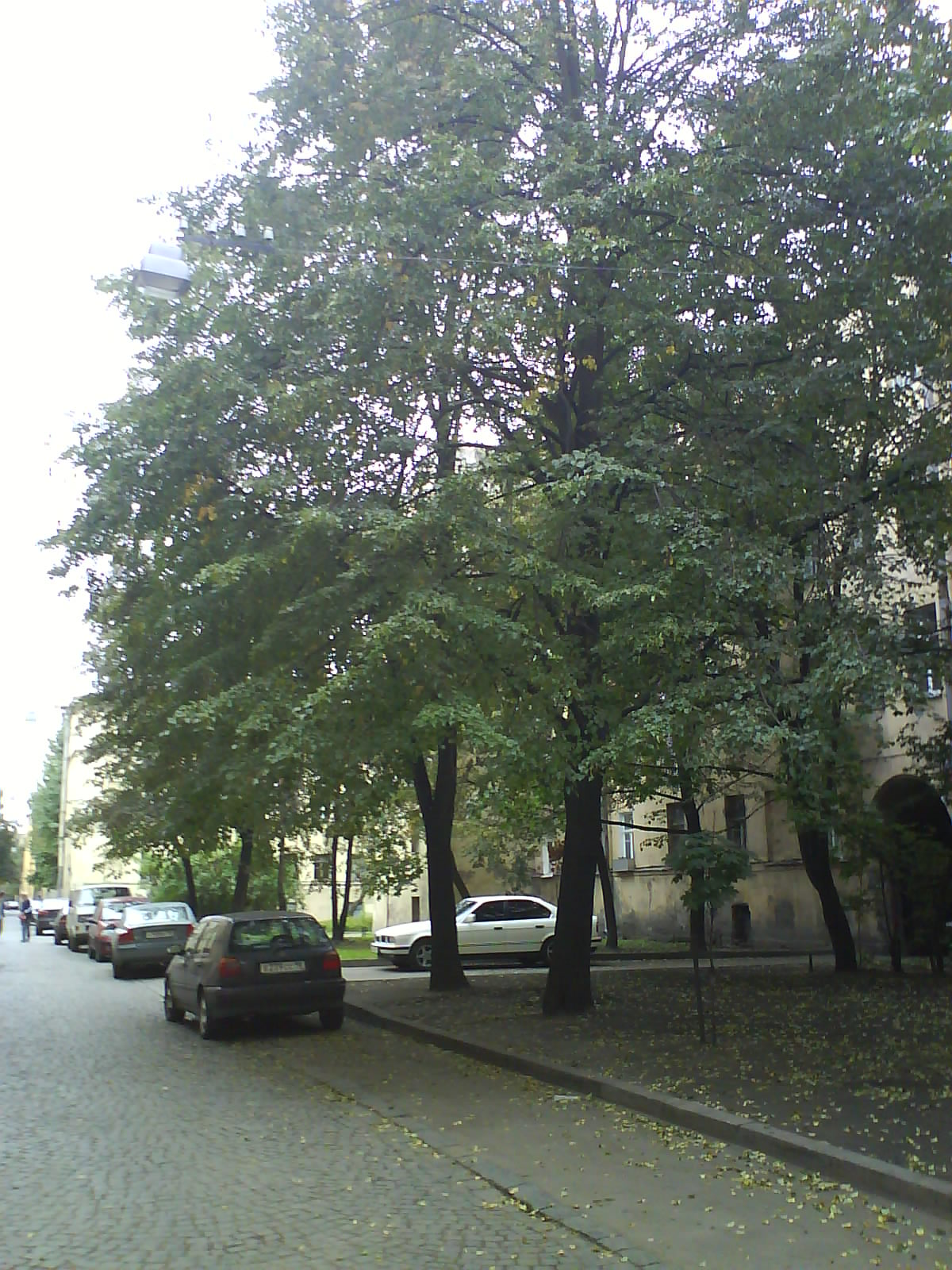
Улица Репина

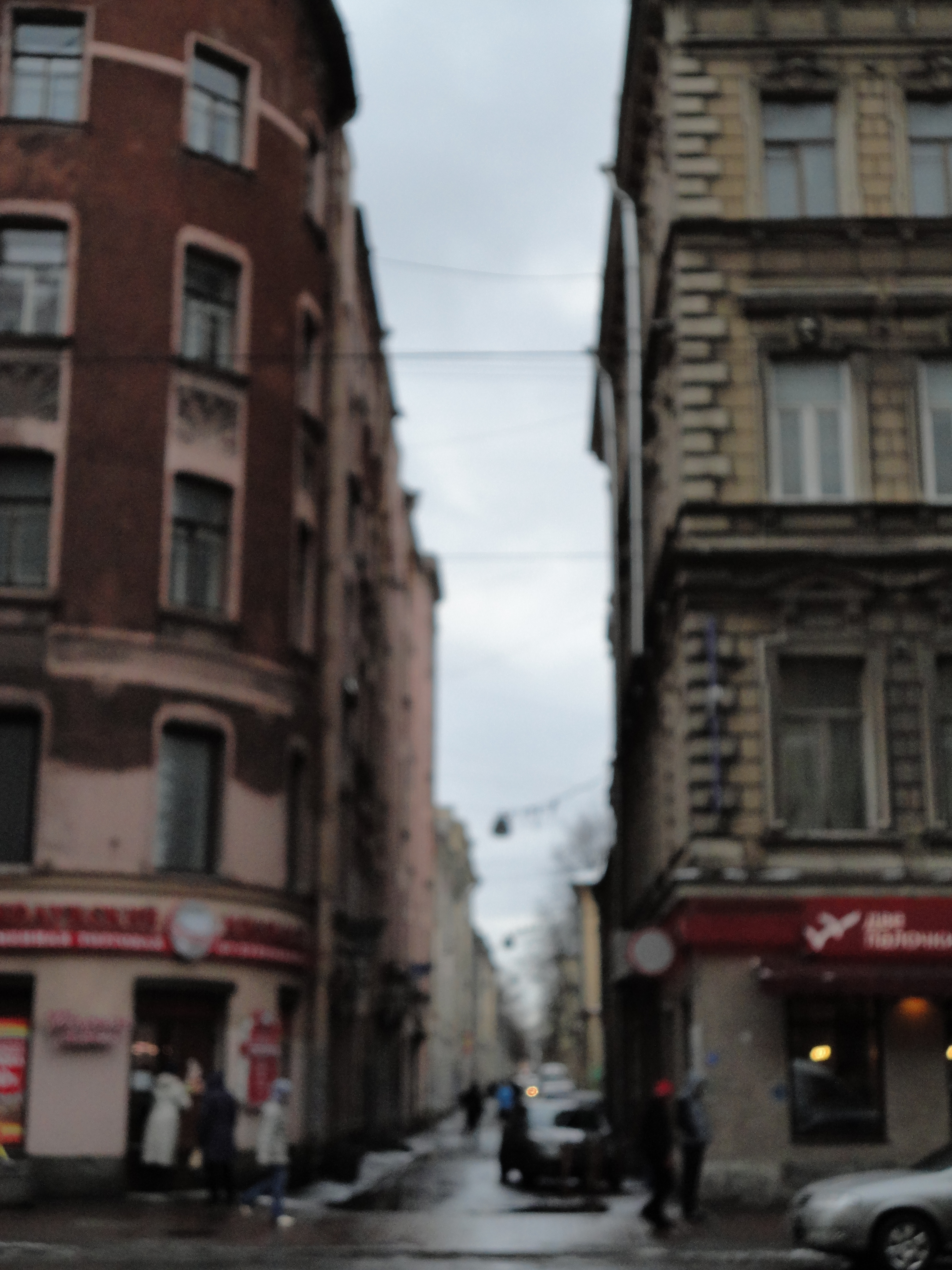
Вид улицы Репина со Среднего проспекта Васильевского острова

Улица возникла в 1720-х годах как дорога от Меншиковского рынка, находившегося на территории современного Румянцевского сада, вглубь острова, к Французской слободе. Дорога получила это направление, возможно благодаря своему высокому месту. Здесь существует уклон в сторону Невы, песчаная грива. По ней было наиболее удобно проложить тропу, а затем и дорогу. Первоначально она не имела официального названия, среди местных жителей звалась Песочным (или Песошным) переулком.
По мере застройки 1-й линии Васильевского острова Песочный переулок стал подъездным к дворам, располагающимся здесь. На соседней улице строились дома по типовым проектам, не предусматривавшим въезд во двор со стороны главного фасада, поэтому переулок использовался для подвоза дров.
5 марта 1871 года Песочный переулок стал называться Соловьёвским, по имени золотопромышленника и мецената С. Ф. Соловьёва, на чьи деньги был разбит Соловьевский сад, к которому выходит улица.
Во время блокады Ленинграда, в зиму 1941—1942 годов переулок был моргом, сюда свозили трупы со всех окрестных улиц.
В 1952 году Соловьёвский переулок был переименован, с тех пор это улица Репина: проезд своим южным концом выходит к Румянцевскому саду, соседствующему с историческим зданием Академии художеств, в которой находится принадлежащий Российской академии художеств Институт живописи, скульптуры и архитектуры им. И. Е. Репина, и в Румянцевском саду со стороны набережной рядом с бюстом В. И. Сурикова установлен бюст И. Е. Репина.

## Достопримечательности
- 1-я линия, дом 4 / улица Репина, дом 3 — особняк купца Г. А. Корпуса. Изначально на этом участке находился двухэтажный каменный дом, построенный в 1720-е годы по образцу разработанному Леблоном (тип — «дом для именитых»). Этот дом принадлежал Ульяну Акимовичу Синявину — директору от строений городовых дел Санкт-Петербурга, близкому другу Доменико Трезини. В 1730-е годы здание арендовала Академия Наук, в 1740-е годы оно перешло Коллегии иностранных дел, в 1757 году — Сухопутному шляхетскому корпусу, а в конце 1760-х годов — Академии художеств. В 1771 году участок вновь перешёл в частные руки. В XIX веке дом дважды перестраивался: в 1842 году архитектором Л. Ф. Вендрамини и в 1879 году — В. А. Шретером. В. А. Шретер не только перестроил дом, но и увеличил его на один этаж.
- 2-я линия, дом 9 / улица Репина, дом 10 — доходный дом В. Ф. Штрауса, построен в 1873—1874 годах. Архитекторы — В. А. Шретер, И. С. Китнер.
- 1-я линия, дом 26 / улица Репина, дом 27 — доходный дом А. Г. фон Нидермиллера. 1913—1915. Архитектор — М. Ф. Переулочный. В доме был спроектирован ряд крупных помещений для различных контор. В 1917 году часть из них были объединены и в общем зале устроен кинематограф. В 1919 году здесь располагался рабочий кинематограф «Мысль». В 1920-е годы дом переделали под школу. C 1970-х годов здесь располагается факультет журналистики Ленинградского (ныне Санкт-Петербургского) университета.
- 2-я линия, дом 29 / улица Репина, дом 30 — доходный дом И. Ф. Смирнова, 1901—1902 гг., арх. В. А. Пруссаков (дворовый корпус и флигель по ул. Репина), 1906 г., арх. Ф. Ф. фон Постельс.  7830507000

## В литературе
- Шефнер В. Сестра печали: повесть.